# Harrys
Pour le chanteur et musicien britannique, voir Harry Styles.
Harrys est une marque de viennoiserie et de pâtisserie industrielle française.
Fondée en 1965, elle est aujourd'hui la propriété du groupe Barilla qui l'a rachetée en 2007 et qui l'exploite via la société Barilla France.
À l'origine spécialisée dans la fabrication de pain de mie, la marque s'est diversifiée dans la viennoiserie avec l'acquisition de l'entreprise ADCL (Aux Délices de la Côte de Lumière), enseigne de boulangeries créée en 1970 par Eugène Bulteau aux Sables-d'Olonne.
Elle possède aujourd'hui[Quand ?] cinq usines en France : Châteauroux, Onnaing, Saint-Vulbas, Montierchaume, Boulogne-Billancourt.

## Histoire

Ancien logotype de Harrys.

- D'après la communication de la marque, Paul Picard rencontre des Américains de la base militaire de Châteauroux au lendemain de la Libération  ; il voyage alors aux États-Unis pour en rapporter le savoir-faire du pain de mie dont ceux-ci lui ont parlé[1].
- 1965 : Création de la société Sopani à Châteauroux par Paul Picard, spécialisée dans la fabrication de pain de mie 500 g et 280 g, distribués sous les marques Casino, Cercle Rouge et Beaumont (Nouvelles Galeries).
- 1970 : Lancement de la marque Harrys, avec l'American Bread, premier pain de mie américain en France.
- 1977 : La société Sopani devient Harrys.
- 1980 : livraison d'ensemble de pain hamburger du premier restaurant Quick en France le 19 juillet 1980 à Aix-en-Provence, sur le cours Mirabeau.
- 1991 : Harrys rachète ADCL pour se diversifier sur le marché de la viennoiserie[1].
- 1996 : Fusion de ces deux sociétés et création d'Harrys France[1].
- 2005 : Acquisition de Quality Bakers Picardie, société fabriquant et commercialisant des bun's, renommée Harry's Restauration.
- 2007 : Acquisition de la société par le groupe Barilla[2].
- 2009 : Harrys France fusionne avec Barilla France, filiale française du groupe Barilla. La société est renommée Barilla Harry's France[1].

## Marques
- American Sandwich, pain de mie américain.
- L'Extra Moelleux, pain de mie classique.
- 100 % Mie, pain de mie sans croûte ("mie molle")
- Doo Wap, brioches de poche fourrées.

## Usines
Les usines de l'entreprise Harrys :
- Châteauroux : site du Grand Pré, créée en 1973, et site de la Malterie, en 1990. En juin 2015, le site est doté d'une importante extension qui en fait la plus grande usine du groupe[3],[4] ;
- Talmont-Saint-Hilaire (Vendée), ouverte en 1972 ;
- Onnaing (Nord), créée en 1996 ;
- Parc industriel de la Plaine de l'Ain (Ain), ouverte en 1999 ;
- Gauchy (Aisne) : site Harrys Restauration, ouvert en 1996 [5] ;
- Plaine-de-l’Ain en Rhône-Alpes, ouverte le 4 juin 2014. L'usine servira à fournir 24 millions de paquets par an de « 100 % mie[6] ».